# 川西市立緑台小学校
川西市立緑台小学校（かわにししりつ みどりだいしょうがっこう）は、兵庫県川西市向陽台にある公立小学校。
川西市教育委員会より、同じ多田グリーンハイツにある川西市立陽明小学校との統合が検討されている。統合後は、陽明小学校の校舎が使用される予定。
平成28年度初は上記の予定だったが、平成28年8月に統合が見直されることとなった。今後は必要に応じて市の教育委員会と地域住民で話し合いを行うこととなった。（平成28年8月12日）

## 沿革
- 1970年（昭和45年）9月24日 - 起工。
- 1971年（昭和46年）
  - 4月1日 - 開校。初代校長に矢本三郎就任。
  - 4月6日 - 第1期工事完了。
  - 5月13日 - 開校披露式挙行。
- 1973年（昭和48年）
  - 3月22日 - 体育館完成。
  - 7月24日 - プール完成。
- 1974年（昭和49年）4月1日 - 学区の一部を分離し、陽明小学校開校。
- 1975年（昭和50年）
  - 4月7日 - 第5期工事完了。
  - 5月20日 - 特別教室改築。
  - 11月10日 - 玄関前に築山造園。
- 1977年（昭和52年）2月3日 - 校門正面築山造園。
- 1978年（昭和53年）4月7日 - 給食室完工。
- 1979年（昭和54年）
  - 3月5日 - トンネル公園完工。
  - 11月1日 - 卒業記念植樹。
- 1980年（昭和55年）7月26日 - 運動場排水工事完了。
- 1981年（昭和56年）
  - 2月15日 - 創立10周年記念祝典挙行。
  - 3月10日 - 卒業記念として、晴雨計が寄贈された。
- 1982年（昭和57年）
  - 3月23日 - 卒業記念のレリーフ完成し、飼育舎完成。
  - 9月26日 - 運動場改修工事完成。
- 1984年（昭和59年）
  - 3月22日 - 卒業記念として、体育館暗幕寄贈。
  - 3月24日 - 多田東転出児童お別れ会。
  - 3月31日 - 多田東転出児童より、記念柱時計寄贈。
  - 12月20日 - 卒業記念品として、日時計完成。
- 1986年（昭和61年）
  - 3月15日 - 卒業記念品として、投的板完成。
  - 6月16日 - 小プール改修工事。
  - 8月27日 - 家庭科室改修工事完了。
- 1987年（昭和62年）3月5日 - 卒業記念の壁画完成。
- 1988年（昭和63年）
  - 3月19日 - 下足室完成。
  - 3月20日 - 卒業記念として、テントが寄贈された。
- 1989年（平成元年）3月15日 - 卒業記念として、プール用時計が寄贈された。
- 1990年（平成2年）11月29日 - 20周年記念航空写真撮影。
- 1991年（平成3年）5月11日 - 20周年記念行事開催。
- 1993年（平成5年）10月6日 - 大規模改修工事竣工。
- 1994年（平成6年）4月1日 - 難聴学級設置。
- 1995年（平成7年）4月13日 - 25周年記念航空写真撮影。
- 1996年（平成8年）2月21日 - PTAより飼育舎寄贈。
- 1997年（平成9年）4月1日 - 情緒学級設置。
- 2002年（平成14年）
  - 2月28日 - ふれあいルーム改修完成。
  - 3月19日 - 卒業制作の丸太渡り完成。
- 2003年（平成15年）3月25日 - プール改修工事完了。
- 2004年（平成16年）3月19日 - 卒業制作として、太陽時計台が完成。
- 2005年（平成17年）3月16日 - 卒業制作として、壁画が完成。
- 2006年（平成18年）3月8日 - 卒業制作として、花壇が完成。
- 2007年（平成19年）3月10日 - 卒業制作として、校名パネルが完成。
- 2008年（平成20年）3月19日 - 卒業制作として、壁画パネルが完成。
- 2010年（平成22年）4月10日 - 校舎耐震化工事開始。
- 2012年（平成24年）3月11日 - 校舎耐震化工事完了。
- 2014年（平成26年）5月20日 - プール循環器改良設置。
- 2020年（令和2年）10月7日 - 創立50周年記念航空写真撮影。
- 2021年（令和3年）3月15日 - 創立50周年記念植樹。
- 2022年（令和4年）3月17日 - 卒業記念品披露。

## 周辺施設
- 川西市市民体育館 - 同一敷地内。
- 兵庫県立川西緑台高等学校 - 敷地が隣接。
- 川西市市民運動場 - 市民体育館に隣接。
- 緑台低区配水池 - 川西市道をはさんで、敷地が隣接。
- 川西市緑台公民館
- 川西緑台郵便局
- りそな銀行川西北支店
- 川西市役所緑台行政センター
- 新名神高速道路 - 近くには、インターチェンジは無い。
- また、周辺には、公園や緑地も点在する。

## アクセス
- 阪急バス「100」・「101」・「102」・「104」・「105」・「106」の各系統で、「緑台公民館前」停留所下車後、学校正門まで、
  - 平野駅行のりばから、徒歩約300m・約5分。
  - 水明台方面・山下駅・清和台営業所前行のりばから、徒歩約400m・約6分。
- 能勢電鉄妙見線平野駅より、
  - 出口1から、徒歩約1.2km・約18分。
  - 上述の阪急バスに乗車し、「緑台公民館前」停留所下車後、徒歩。

## 通学区域が隣接している学校
- 川西市立陽明小学校
- 川西市立清和台南小学校
- 川西市立多田小学校
- 川西市立多田東小学校
- 川西市立東谷小学校